# The Vagabond
The Vagabond (br: O vagabundo / pt: Charlot violinista) é um filme mudo estadunidense de curta metragem de 1916, do gênero comédia, escrito, produzido, dirigido e protagonizado por Charles Chaplin. É o seu terceiro filme na Mutual Film Corporation.
Este filme tem semelhança com um outro filme de Chaplin, The Tramp, de 1915, mas é um pouco mais dramático do que o anterior.

## Sinopse
O Vagabundo ganha a vida tocando violino nos bares e na rua. Ele chega num acampamento cigano e vê uma jovem que foi roubada, é maltratada e obrigada a trabalhar para eles. O vagabundo decide defendê-la e salvá-la, fugindo com ela para bem longe.
Perto dali, um talentoso pintor, que estava sem inspiração, vê a moça e eles se sentem mutuamente atraídos. Ele pinta seu retrato e tem muito sucesso. A mãe da moça vai na exposição, vê o retrato da filha desaparecida, se emociona, e o pintor promove o reencontro das duas. Agradecida, a mãe oferece uma recompensa ao vagabundo que salvara sua filha, mas ele recusa. Ao se despedirem, ele fica triste e melancólico, sozinho, mas de repente a mãe e a moça retornam e o convidam para ir embora com elas.

## Elenco
- Charles Chaplin .... Vagabundo
- Edna Purvience .... moça roubada pelos ciganos
- Eric Campbell .... chefe dos ciganos
- Leo White .... velho judeu / mulher cigana
- Lloyd Bacon .... artista
- Charlotte Mineau .... mãe da moça
- Albert Austin .... trombonista
- John Rand .... trompetista / líder da banda
- James T. Kelley .... cigano / músico
- Frank J. Coleman .... cigano / músico